# Belgica antarctica
Belgica antarctica är en art i familjen fjädermyggor (Chironomidae) som förekommer i Antarktis. Den saknar vingar, är ungefär 2 till 6 millimeter lång och utgör det största landdjuret som permanent lever på kontinenten. Insekten upptäcktes 1889 av en belgisk expedition och släktnamnet påminner om expeditionens fartyg, Belgica. I expeditionsteamet ingick flera personer som senare blev världskända upptäcktsresande, till exempel Frederick Cook och Roald Amundsen.

## Levnadssätt
Insektens larver är bra anpassade till klimatet i Antarktis. De kan överleva i mycket salthaltiga och syrliga områden. De uthärdar flera veckor utan syre samt en längre tid med dehydrering eller frysning. I ett försök vid Miami University i USA hölls larverna ungefär en timme vid temperaturen −5 °C och kort efteråt överlevde de vid temperaturer omkring 20 °C. Däremot dog de flesta larverna vid snabb minskning från rumstemperatur till −10 °C.
Insektens imago lever bara omkring 10 dagar men hinner under tiden lägga ägg.